# MUSIC VOICE
MUSIC VOICE（ミュージック・ヴォイス）は、CROSS FMで放送されていたラジオ番組。2002年3月頃まで主に毎週土曜日を除く24:00〜25:00に放送された帯番組である。

## 概要
- アーティストが直接ナビゲーターを務める番組。主にデビューしたばかりのアーティストが務めることが多かった。
- 基本的に録音番組であったが、出演者によっては本社スタジオから生放送を行うこともあった。
- 番組には必ず「MUSIC VOICE 月曜日〜○○○の□□□□」というサブタイトルが設けられた。

## 放送時間・ナビゲーター
※1997年以前は不明、及川光博や川本真琴も務めたことがある。
※時間はいずれも24:00-25:00。
- 1997年4月-1997年9月

月曜日：橋本健次
火曜日：ザ・コレクターズ
水曜日：ハルニレ
木曜日：SOUP
金曜日：平井堅 - サブタイトルは「平井堅の聴いてもらってすみません」
日曜日：Chieri
- 1997年10月-1998年3月

月曜日：Skoop（現・Skoop On Somebody）
火曜日：ザ・コレクターズ
水曜日：SPEAK
木曜日：SOUP
金曜日：平井堅
日曜日：Chieri
- 1998年4月-1998年10月

月曜日：Skoop（現・Skoop On Somebody）
火曜日：福富英明 - サブタイトルは「福富英明のラジオ・パラディソ」
水曜日：SPEAK
木曜日：ギルカバー&ザ・モンキー
金曜日：平井堅
日曜日：堂島孝平
- 1998年10月-1999年3月

月曜日：椎名林檎 - サブタイトルは「椎名林檎の悦楽巡回（パトロール）」
火曜日：福富英明
水曜日：恋愛信号
木曜日：上田まり - サブタイトルは「上田まり in my room」
金曜日：平井堅
日曜日：堂島孝平
- 1999年4月-1999年6月

月曜日：After me
火曜日：比屋定篤子
水曜日：恋愛信号
木曜日：上田まり
金曜日：canna
日曜日：椎名林檎
- 1999年7月-1999年9月

月曜日：After Me
火曜日：比屋定篤子
水曜日：恋愛信号
木曜日：上田まり
金曜日：canna
日曜日：MIO
- 1999年10月-2000年3月

月曜日：After Me
火曜日：比屋定篤子
水曜日：advantage Lucy - サブタイトルは「advantage Lucyの気まぐれルーシー」
木曜日：クラムボン - サブタイトルは「クラムボン原田郁子のCROSS FMBON（クロスエフエムボン）」、原田郁子がメインで担当
金曜日：canna
日曜日：MIO
- 2000年4月-2000年9月

月曜日：うたいびと はね（現・唄人羽） - サブタイトルは「うたいびと はねのはね、ときどきしゃべりびと!?」
火曜日：大久保海太
水曜日：Jerry Goose
木曜日：クラムボン
金曜日：canna
日曜日：MIO
- 2000年10月-2000年12月

月曜日：うたいびと はね（現・唄人羽）
火曜日：大久保海太
水曜日：江川裕史 - 以前、当時の同局の平日の朝番組「DIGITAL MORNING DRIVE」のアシスタント・ディレクターを務めていた
木曜日：クラムボン
金曜日：canna
日曜日：MIO
- 2001年1月-2001年3月

月曜日：うたいびと はね（現・唄人羽）
火曜日：大久保海太
水曜日：江川裕史
木曜日：グン
金曜日：canna
日曜日：MIO
- 2001年4月-2001年6月

月曜日：うたいびと はね（現・唄人羽）
火曜日：大久保海太
水曜日：江川裕史
木曜日：グン
金曜日：canna
- - この改編から日曜日の放送は無くなり、日曜日のこの時間には佐藤竹善の「SOUND DISCOVERY」が放送された。
- 2001年7月-2002年3月

月曜日：うたいびと はね（現・唄人羽）
火曜日：大久保海太
水曜日：広沢タダシ
木曜日：グン
金曜日：canna

## 番組に関するエピソード
- 1998年8月10日、同局の開局5周年記念イヴェントの1つとして、福岡市内のライブハウス「DRUM LOGOS」において当時当番組に出演していたSkoop（現・Skoop On Somebody）、福富英明、SPEAK、ギルカバー&ザ・モンキー、平井堅、堂島孝平の6組が出演するライヴイヴェント「LIVE PEACES〜MUSIC VOICES〜」がリスナー500組1,000人を招待して行われた。また、2000年8月4日と5日の両日にも同局の開局7周年記念イヴェントの1つとして、Zepp Fukuokaにおいて「MUSIC VOICES 2000」が行われ、こちらには当時番組を担当していたうたいびと はね（現・唄人羽）、Jerry Goose、canna、MIOなどの他、Skoop On Somebodyや平井堅なども番組卒業生として登場した。
- 出演中のアーティストの楽曲はよく「HEAVY ROTATION」や「MONTHLY HITS ON」など同局の推薦曲として放送され、同局のオフィシャルチャート番組「COUNTDOWN KYUSHU HOT 100」には高確率でチャートインしていた。
- この番組終了後、新しいアーティスト系番組として毎週月曜日〜木曜日の20:00〜21:00に「8 O’Clock Jump」がスタートした。なお当番組終了後も継続となったのは「うたいびと はねのはね、ときどきしゃべりびと!?」だけである。